# Rubem Brito
Rubem Moreira de Brito (São Luís, 31 de maio de 1955) é um político brasileiro.
Já foi vereador de São Luís (1993–1997) e deputado estadual (2003–2007).
Em 1992 foi eleito vereador. 
Em 2002 foi eleito deputado estadual. 